# 正五角錐反柱
正五角錐反柱 (せいごかくすいはんちゅう、gyroelongated pentagonal pyramid)は、11番目のジョンソンの立体で正反五角柱のひとつの底面に正五角錐をつけたものである。また、もう一方の底面にも正五角錐をつけると正二十面体になる。

## 関連図形
| 正反五角柱 （正五角形の面が向かい合うように正五角錐を取り除く） | 正五角錐 （正反五角柱を除いた部分）                                     | 正四角錐反柱 （錐の角の数を減らす）          | 正二十面体 （正五角錐を追加）                               |
| 正五角錐柱 （36°ねじる）                                        | 二側錐欠損二十面体 （正五角形の面が辺で接するように正五角錐を取り除く） | 三側錐欠損二十面体 （正五角錐を2つ取り除く） | 側錐球形屋根 （正五角形の面を正方形と正三角形に変えて変形） |